# Долносаксонски имперски окръг
Долносаксонският имперски окръг (на немски: Niedersächsischer Reichskreis) е от имперските окръзи на Свещената Римска империя, през началото на 16 век.

## История
През 1512 г. „Саксонският имперски окръг“, образуван през 1500 г., се разделя на „Долносаксонски имперски окръг“ и „Горносаксонски имперски окръг“.
Долносаксонския имперски окръг обхваща части от днешна Долна Саксония, северната част на Саксония-Анхалт (без Алтмарк), Мекленбург, Холщайн (без Дитмаршен), Хамбург, Бремен и малки територии в Бранденбург и Тюрингия.
Към края на старата империя окръгът има около 1240 квадратметра площ и 2 120 000 жители.